# Samson Shukardin
Samson Shukardin OFM (* 29. Januar 1961 in Hyderabad, Pakistan) ist ein pakistanischer Ordensgeistlicher und römisch-katholischer Bischof von Hyderabad in Pakistan.

## Leben
Samson Shukardin trat der Ordensgemeinschaft der Franziskaner bei und legte am 2. August 1987 die zeitliche und am 2. August 1991 die Ewige Profess ab. Er empfing am 10. Dezember 1993 die Priesterweihe.
Nach der Priesterweihe war er in der Pfarrseelsorge und verschiedenen Leitungsämtern seines Ordens tätig. 1998 erwarb er am Sindh Law College das Lizenziat im Fach Kanonisches Recht. Von 2004 bis 2008 leitete er die Franziskanerkustodie von Pakistan und war Präsident der Konferenz der höheren Ordensoberen Pakistans. Seit 2010 war er Generalvikar des Bistums Hyderabad in Pakistan.
Am 16. Dezember 2014 ernannte ihn Papst Franziskus zum Bischof von Hyderabad in Pakistan. Die Bischofsweihe spendete ihm der Apostolische Nuntius in Pakistan, Erzbischof Edgar Peña Parra, am 31. Januar des folgenden Jahres. Mitkonsekratoren waren der Erzbischof von Karatschi, Joseph Coutts, und sein Amtsvorgänger Max John Rodrigues.
Seit November 2023 fungiert Shukardin zudem als Präsident der Pakistanischen Bischofskonferenz.